# Aloma Mariam Mukhtar
Aloma Mariam Mukhtar (sinh ngày 20 tháng 11 năm 1944) là một luật sư người Nigeria và là cựu Chánh án Nigeria từ tháng 7 năm 2012 đến tháng 11 năm 2014. Bà được gọi đến quán bar tiếng Anh vào tháng 11 năm 1966 và đến quán bar Nigeria năm 1967.
Tổng thống Goodluck Jonathan đã thề tại Mukhtar vào ngày 16 tháng 7 năm 2012 với tư cách là Chánh án bản địa thứ 13 của Nigeria, và đã trao cho bà danh hiệu quốc gia Nigeria của Tổng tư lệnh lớn của Huân chương Nigeria (GCON).

## Lý lịch
Mukhtar đến từ bang Adamawa. Bà tham dự Saint. Trường tiểu học George, Zaria, Trường St. Bartholomew, Wusasa, Zaria, Rossholme School for Girls, East Brent, Somerset, Anh, Reading Technical College, Reading, Berkshire, Anh, và Gibson and Weldon College of Law, England, trước khi được gọi đến quán bar tiếng Anh vắng mặt vào tháng 11 năm 1966.

## Sự nghiệp
Mukhtar bắt đầu sự nghiệp của mình vào năm 1967 với tư cách là Luật sư Nhà nước Học sinh, Bộ Tư pháp, Bắc Nigeria và vươn lên hàng ngũ:
- Văn phòng soạn thảo pháp lý, Cơ quan dịch vụ chung tạm thời, Thẩm phán cấp I, Chính phủ tiểu bang Đông Bắc, 1971
- Giám đốc đăng ký, Tư pháp chính phủ tiểu bang Kano, 1973
- Thẩm phán của Tòa án tối cao bang Kano, 1977 thôi1987
- Tư pháp của Tòa án phúc thẩm Nigeria, bộ phận Ibadan, 1987
- Tư pháp của Tòa án Tối cao Nigeria, 2005 2015
- Tư pháp của Tòa án tối cao Gambia 2011-2012
- Chánh án Nigeria, 2012 mùa hè 2014

Trong sự nghiệp của mình, Mukhtar là người đầu tiên: cô là nữ luật sư đầu tiên từ Bắc Nigeria, nữ thẩm phán đầu tiên của Tòa án tối cao tại tư pháp bang Kano, nữ công lý đầu tiên của Tòa phúc thẩm Nigeria, nữ công lý đầu tiên của Tòa án tối cao Nigeria (một số nguồn nhất định đã trao nhầm cho Roseline Ukeje vinh dự này ) và nữ Chánh án đầu tiên của Nigeria.

## Giải thưởng
Trong suốt sự nghiệp của mình, bà đã nhận được một số giải thưởng, bao gồm cả danh hiệu quốc gia Nigeria của Tư lệnh Huân chương Nigeria năm 2006. Trước đó vào năm 1993, bà đã nhận được Giải thưởng Vàng vì những đóng góp của mình trong sự phát triển của luật pháp ở bang Kano và cũng được giới thiệu vào Đại sảnh Danh vọng Nigeria năm 2005.